# Авдияне
Авдия́не, авдиа́не, авдиа́ны (др.-греч. Αὐδιανοὶ, Ὠδιανοί), или антропоморфиты (др.-греч. ἀνθρωπομορφῆται, ἀνθρωπομορφιανοί) — возникшая в Месопотамии схизматическая христианская секта, основанная Авдием Эдесским (Месопотамским) в IV веке. Получила распространение также в Сирии и Египте. Последние упоминания о приверженцах относятся к X веку.
Первоначально Авдий выступил как преобразователь нравов и в своих проповедях нападал с жёсткой критикой на духовенство, обличая его стремление к богатству и всему мирскому. После Вселенского I Собора он полностью отделился от церкви вместе со своими приверженцами, посвятив самого себя в сан епископа. Учение Авдия состояло в антропоморфизме (буквальной трактовке библейских сюжетов, в которых при описании Бога используются человеческие атрибуты и качества), который он подтверждал цитатами из Ветхого Завета, особенно Бытия I, 26. Сектанты полагали, что Бог должен иметь тело, руки и ноги, а также чувства подобно человеку. В богослужениях авдияне пользовались апокрифами, написанными преимущественно Авдием, однако не отвергали и каноническую литературу. 
Формально члены секты придерживались ортодоксального вероисповедания и культа, за исключением празднования Пасхи, которую они отмечали по иудейскому календарю. Тем не менее секта обвинялась в ереси. В правление византийского императора Константина Великого её основателя сослали в Скифию. Учение Авдия опроверг святой Епифаний Кипрский, и секта авдиян практически исчезла в V веке. Однако авдияне оказали заметное влияние на египетских пустынников-антропоморфитов, которые позднее оказали серьёзную поддержку ортодоксальной церкви в борьбе с учением Оригена. Отношение официальной церкви к авдиянам изменилось. Преподобный Иоанн Дамаскин впоследствии писал: 

Авдиане: раскол и отщепенство, однако не ересь. Они имеют благоустроенный образ жизни и поведение, во всем держатся той же веры, как и кафолическая Церковь. Большинство из них живёт в монастырях и не со всеми молится. Более всего пользуются апокрифами, чрезмерно порицают наших богатых епископов, а других – за другое. Пасху празднуют особо, вместе с иудеями. Имеют они нечто своеобразное и любят спорить, весьма грубо изъясняя выражение: по образу — Преподобный Иоанн Дамаскин. О ста ересях